# Starvation/Tam Tam Pour L'Ethiopie
"Starvation/Tam Tam Pour L'Ethiopie" é um single de lado A duplo com fins filantrópicos lançado em 1985 e gravado por duas bandas filantrópicas formadas especialmente para a ocasião, também conhecidas como Starvation e Tam Tam Pour L'Ethiopie respectivamente.  O objetivo era arrecadar dinheiro para as pessoas famintas da Etiópia.
A ideia de reunir artistas para fazer uma gravação filantrópica foi copiada do projeto Band Aid de Bob Geldof, que era o número um nas paradas britânicas na época em que Starvation/Tam Tam foi gravado, em dezembro de 1984.  O Band Aid foi criticado por alguns por contar com muito poucos músicos negros, e nenhum de eles era da África. A gravação de Starvation/Tam Tam tinha a intenção de retificar isso.
"Starvation", uma versão cover da canção dos The Pioneers, contava com alguns músicos associados à era Two tone (o grupo iria ser chamado originalmente de "The 2 Tone All Stars"), incluindo membros do The Specials, Madness, UB40 e General Public, bem como os próprios integrantes do The Pioneers.  Ela foi produzida por Jerry Dammers e gravada no Liquidator Studios em Londres.
"Tam Tam Pour L'Ethiopie" foi gravada em Paris e contava com uma banda de artistas africanos.  Muitos dos artistas em questão eram de países francófonos, mas também constaram na gravação letras em uma série de línguas africanas - incluindo as línguas duala, lingala, uolofe, maninka e suaíli. Ela foi produzida por Manu Dibango.
As gravações foram lançadas pelo selo Zarjazz e alcançaram a 33ª posição nas paradas britânicas, marcando o único momento em que uma gravação para arrecadar dinheiro para a África contando com artistas realmente africanos entrou no Top 40 britânico.
O dinheiro arrecadado com a gravação foi distribuído para as associações filantrópicas Oxfam, War on Want e Médecins Sans Frontières.

## Artistas

### Starvation
- Vocais: Ali Campbell, Robin Campbell, Earl Falconer (UB40); Jackie Robinson, Sydney Crooks, George Agard (The Pioneers)
- Teclados: Jerry Dammers
- Guitarra: Lynval Golding
- Baixo: Mark Bedford
- Bateria: Daniel Woodgate
- Percussão: John Bradbury, Geraldo D'arbilly
- Tambor falante: Gasper Lawal
- Corneta, Fliscorne, Trompete: Dick Cuthell
- Trombone: Annie Whitehead
- Vocais adicionais: Dave Wakeling
- Toasting: Ranking Roger
- Backing vocals: Lorenza Johnson, Claudia Fontaine, Caron Wheeler, Naomi Thomson (Afrodiziak)

### Tam Tam Pour L'Ethiopie
- Guitarras: Samba N'go, Souzy Kasseya, Ioroma Sika, Jerry Malekani, Francis Mbappe
- Saxofone: Manu Dibango
- Corá: Mory Kante
- Bateria: Boffi Banengola
- Piano: Ray Lema
- Sintetizadores: Poto Doubongo, Ray Lema
- Xequerê: Brice Wouassi, Marcel De Suza
- Congas: Ismael Toure
- Percussão: Nino Gioia
- Tambor falante: King Sunny Adé
- Coral: Sylvie Etenna, Willy Ngeh Nfor, Kialla Peple, Mutela Shakara do grupo Bobongo Star, Canat Ballou, Toni Mbaichi, Salif Keita e Tagus do grupo Les Ambassadeurs, Yves N'Djocko, Sylvaine Amix, Florence Titty, Elolongue Sissi, Georgia Dibango, Valery Lobe, Dou Kaya, Touré Kunda, Bovick, Moona com a participação de Sarah, Sheena Williams
- Vozes: King Sunny Adé, Zao, André Marie Tala, M'pongo Lave, Pamelo, Malopoets, Hugh Masakela, Youssou N'Dour
- Letras e vocais em duala: Florence Titty, Elolongue Sissi, Georgia Dibango
- Letras e vocais em lingala: M'Bamina
- Letras e vocais em maninka: Salif Keita
- Letras e vocais em uolofe: Ismael, Sixu and Ousmane Touré Kunda
- Letras e vocais em suaíli: Bovick, Souzy Kasseya, Ray Lema

## Faixas
7"
1. "Starvation" (Agard/Crooks/Robinson) - 3:00
2. "Tam Tam Pour L'Ethiopie" (Tam Tam Pour L'Ethiopie) - 4:15

12"
1. "Starvation (African Version)" (Agard/Crooks/Robinson) - 4:40
2. "Haunted" [featuring Afrodiziak on vocals] (Dick Cuthell) - 4:18
3. "Tam Tam Pour L'Ethiopie (Part One)" - 4:10
4. "Tam Tam Pour L'Ethiopie (Part Two)" - 5:54